# Järveds sågverk

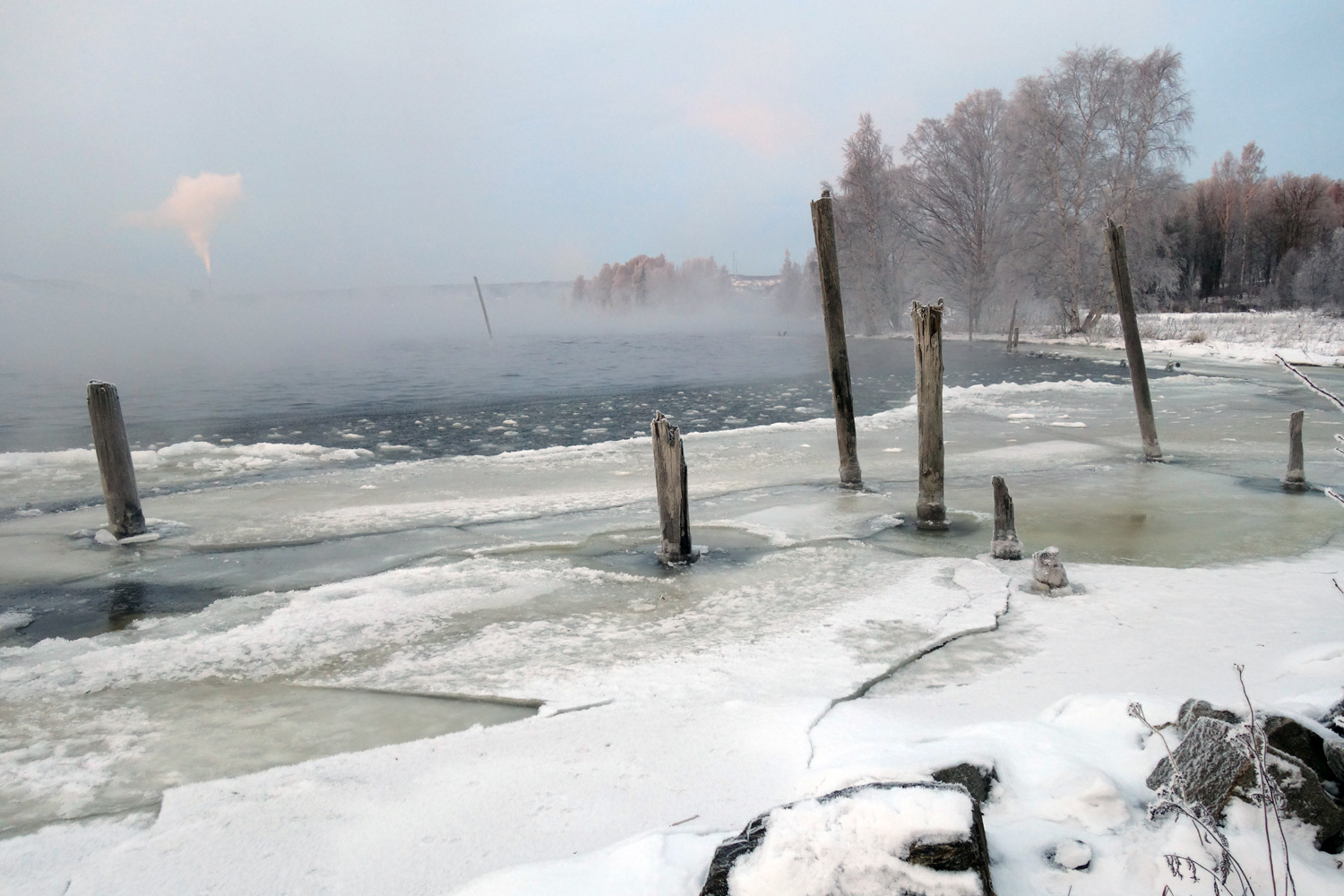
Rester av kajer vid Järveds sågverk.

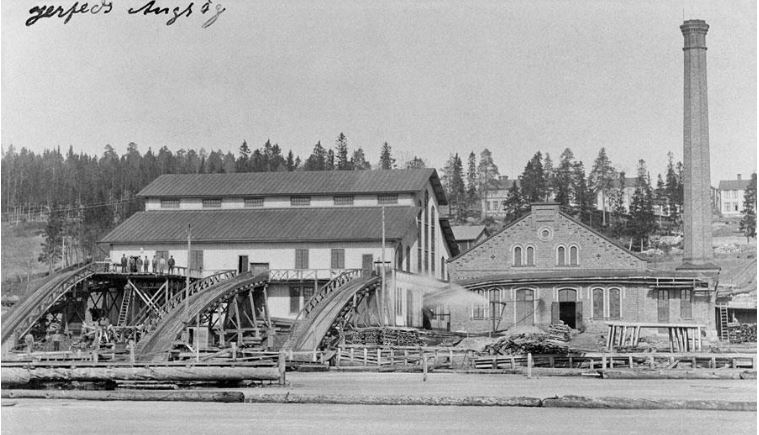
Ångsågen, fotograf och årtal okänd.

Järveds sågverk var en trävaruindustri i Järved utanför Örnsköldsvik i norra Ångermanland som var i drift 1866–1926.
Det första steget togs 1865 när G. L. Widholm från Sundsvall köpte mark vid stranden nedanför nuvarande Sågverksvägen i Järved. Där anlade han ett sågverk som togs i drift 1866 och som fick namnet Christineberg efter hans hustru. Sågverket hade två sågramar och producerade omkring 2 500 standards trävaror per år. Ett 70-tal personer arbetade vid verket, varav 55 i brädgården. År 1868 sålde Widholm sågverket till konsortiet Järveds sågintressenter bestående av handelsmannen Erik Ahlnander, C. A. Engblom, länsman N. P. Engblom, Erik Hellström och Mårten Gulliksson. Erik Ahlnander blev chef för sågverket och N. P. Engblom för skogarna. Sågverkets namn ändrades samtidigt till Järveds sågverk. År 1884 bildades Järveds Ångsågs Aktiebolag.
Vid Järveds ångsåg sågades 1870 30 000 timmer, under perioden 1876–1880 60 000 timmer per år och 1886–1890 91 000 timmer per år.
År 1890 beslöt bolagsstämman att uppföra ett nytt sågverk med nio ramar ungefär 700 meter längre österut, strax väster om den nuvarande småbåtshamnen. Såghuset blev det dittills största vid Örnsköldsviksfjärden och togs i drift 1891. Chef för det nya sågverket blev Erik Huss, och dennes son Karl blev 1910 förvaltare. Produktionen vid Järveds sågverk uppgick nu till mellan 6 000 och 7 000 standards per år.
I och med tillkomsten av det nya såghuset kom den gamla sågplatsen att kallas för Gamverket.
Järveds ångsåg förvärvades 1918 av Kramfors AB, ett av de bolag som så småningom skulle komma att ingå i SCA. År 1926 lades sågverket ned.
Av sågverket återstår idag bara de betongplintar som fungerade som underlag för de stora sågramarna. Längs strandlinjen finns rester av kajanläggningar och lämningar av barlastmaterial. De mest välbevarade minnena från Järveds sågverksepok är några bostadshus. Tre av dem ligger vid Gamverket, kring Sågverksvägen, som var den ursprungliga vägen från Örnsköldsvik till Järved. Den sydligaste byggnaden är den herrgård som uppfördes 1869 för inspektor Per Hedberg. Alldeles intill ligger den före detta rättarbostaden från slutet av 1800-talet. Närmast korsningen Sågverksvägen–Kättingvägen ligger ett bostadshus som uppfördes på 1860-talet och som eventuellt är det första hus som uppfördes för sågverkets inspektor, men som därefter använts som arbetarbostad. Från Gamverket fortsatte vägen uppför sluttningen. Där den gamla vägen, numera en stig, når nuvarande Järvedsvägen finns ytterligare ett bostadshus från sågverkstiden. Det var ursprungligen en barack för sågverksarbetare, uppförd 1878, men genomgick i början av 1930-talet en genomgripande renovering och fick ett herrgårdsliknande utseende. Huset kallas för Villa Djurgården.